# توماس کیلروی
توماس کیلروی (انگلیسی: Thomas Kilroy؛ زادهٔ ۲۳ سپتامبر ۱۹۳۴) مولف، و استاد دانشگاه اهل جمهوری ایرلند است.